# 軏興県
軏興県（ちょうこう-けん）は中華人民共和国江蘇省にかつて存在した県。現在の徐州市睢寧県一帯に相当する。
前漢により設置され、後漢により廃止された。